# Josie Loren
Josie Loren Lopez (* 19. března 1987, Miami, Florida, Spojené státy americké) je americká herečka, která se proslavila rolí Kaylie Cruz v seriálu Make It or Break It na stanici ABC Family a rolí agentky Michelle Vegy v seriálu Mentalista.

## Životopis
Narodila se v Miami na Floridě. Je dcerou Mercy Lopez, která pracuje jako učitelka na Zelda Glazer Middle School v Miami. Na střední škole New World School of the Arts začala studovat herectví. Před nástupem na vysokou školu patřila k hvězdnému roztleskávačskému týmu pro Miamské Top Gun All Stars. Studovala na UCLA. Má staršího bratra Javiera Lopeze, který vystudoval Harvard.

## Kariéra
První role přišla v roce 2006 ze seriálem Hannah Montana po boku Miley Cyrus na stanici Disney Channel, . Později se objevila v seriálech Veronica Mars, Médium a Drake a Josh. V roce 2007 byla obsazena do role Jessicy v seriálu Cory in the House.
Dalším projektem byl seriál Pearsonovi který vedl k získání role v krátkém filmu Hardly Married. Následoval film Christmas in Paradise a drama This Is Not a Test. Popularitu získala s rolí ve filmu Znovu 17, po boku Zaca Efrona, Matthewa Perryho a Michelle Trachtenberg. V roce 2009 byla obsazena do televizního filmu Maskot Pete. Později v roce 2009 získala jednu z hlavních rolí v seriálu Make It or Break It na stanici ABC Family . Seriál byl zrušený po třech sériích. V roce 2014 se objevila v seriálu Hit the Floor jako Kendall.
V červenci roku 2014 byla obsazena do jedné z hlavních rolí sedmé řady kriminálního seriálu Mentalista.

## Osobní život
V květnu roku 2018 se zasnoubila s bývalým fotbalistou NFL Mattem Leinahrtem.

## Filmografie
| Rok  | Název                 | Role             | Poznámky    |
| ---- | --------------------- | ---------------- | ----------- |
| 2007 | Hardly Married        | Leti             | TV film     |
| 2007 | Christmas in Paradise | Blair            |             |
| 2008 | This Is Not a Test    | Laline           |             |
| 2009 | Maskot Pete           | Angela Morrissey | TV film     |
| 2009 | Znovu 17              | Nicole           |             |
| 2011 | With Me               | Jayden           | Krátký film |
| 2013 | Našrot                | Pledge Aguilar   |             |
| 2014 | Honor Student         | Teresa Smith     | TV film     |
| 2014 | Everlast              | Adriana          | Krátký film |
| 2014 | Safe                  | Jessica          | Krátký film |

| Rok       | Název                          | Role             | Poznámky                          |
| --------- | ------------------------------ | ---------------- | --------------------------------- |
| 2006      | Veronica Mars                  | Chloe            | díl: „President Evil“             |
| 2006      | Hannah Montana                 | Holly            | díl: „Lidé, co používají lidi“    |
| 2006      | Médium                         | Amandy kamarádka | díl: „Blood Relation“             |
| 2007      | Drake a Josh                   | Maria            | díl: „Battle of Panthatar“        |
| 2007      | Cory in the House              | Jessica          | díl: „Get Smarter“                |
| 2007      | Pearsonovi                     | Marissa          | díl: „Good People“                |
| 2009–2012 | Make It or Break It            | Kaylie Cruz      | Hlavní role, 48 dílů              |
| 2010      | Deset důvodu proč tě nenávidím | Kaylie Cruz      | díl: „The Winner Takes It All“    |
| 2011      | Námořní vyšetřovací služba     | Jane             | díl: „Řekni vše“                  |
| 2011      | Castle na zabití               | Bridget McManus  | díl: „Univerzitní šampion“        |
| 2011      | V těle boubelky                | Julia Campbell   | díl: „Prom“                       |
| 2013      | Miles Across the Sea           | Jessie           | díl: „Bed-Headed Fred“            |
| 2013      | Annie Sunbeam and Friends      | Annie Sunbeam    | díl: „Introduction“               |
| 2013      | Slunečno, místy vraždy         | Hanna Koski      | díl: „Gallerinas“                 |
| 2014      | Hit the Floor                  | Kendall          | 3 díly                            |
| 2014–15   | Mentalista                     | Michelle Vega    | Hlavní role (7. série), 10 epizod |
| 2015      | Mladí a hladoví                |                  | díl: „Young & Doppelganger“       |